# منزل بن تنفوس (جربة ميدون)

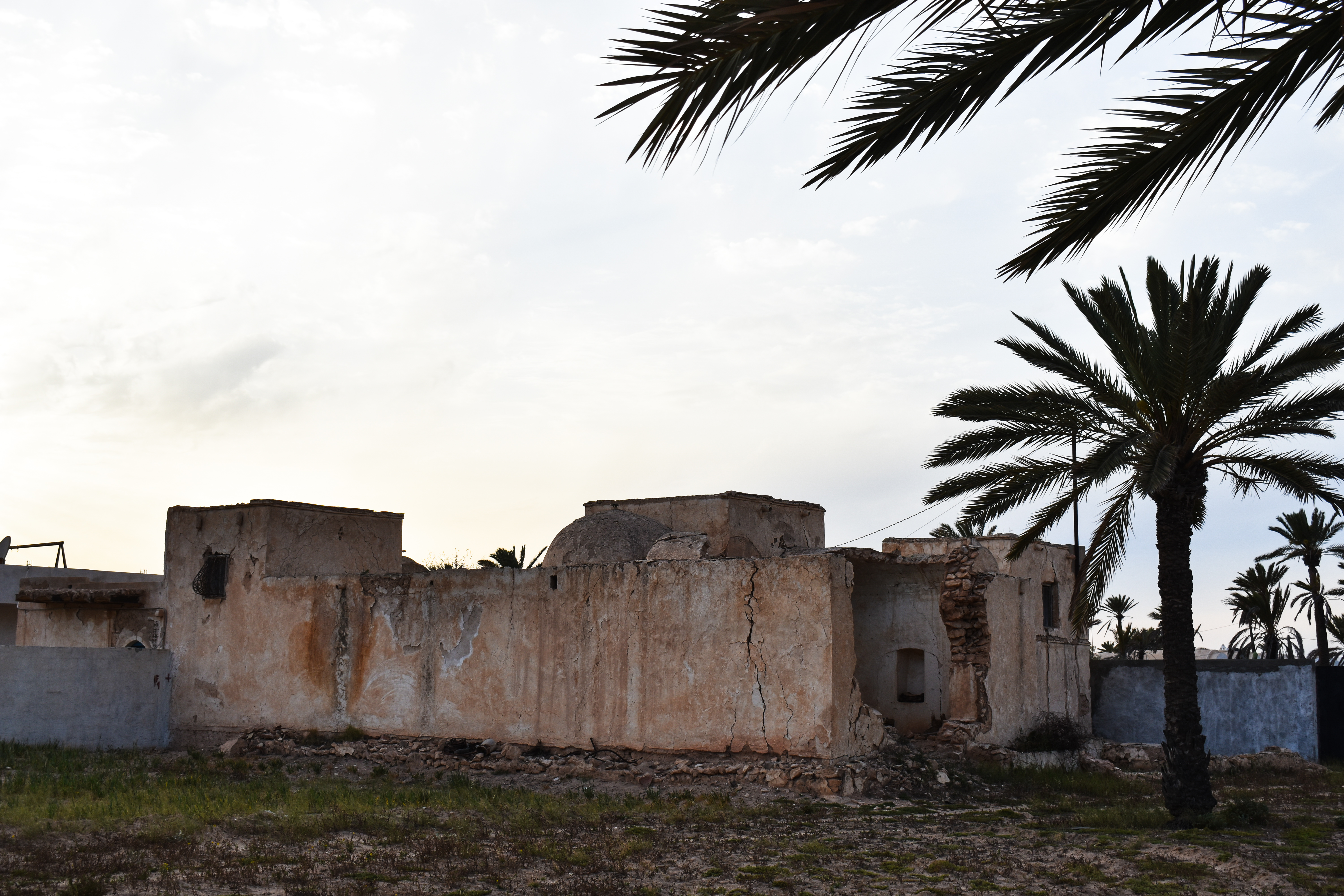

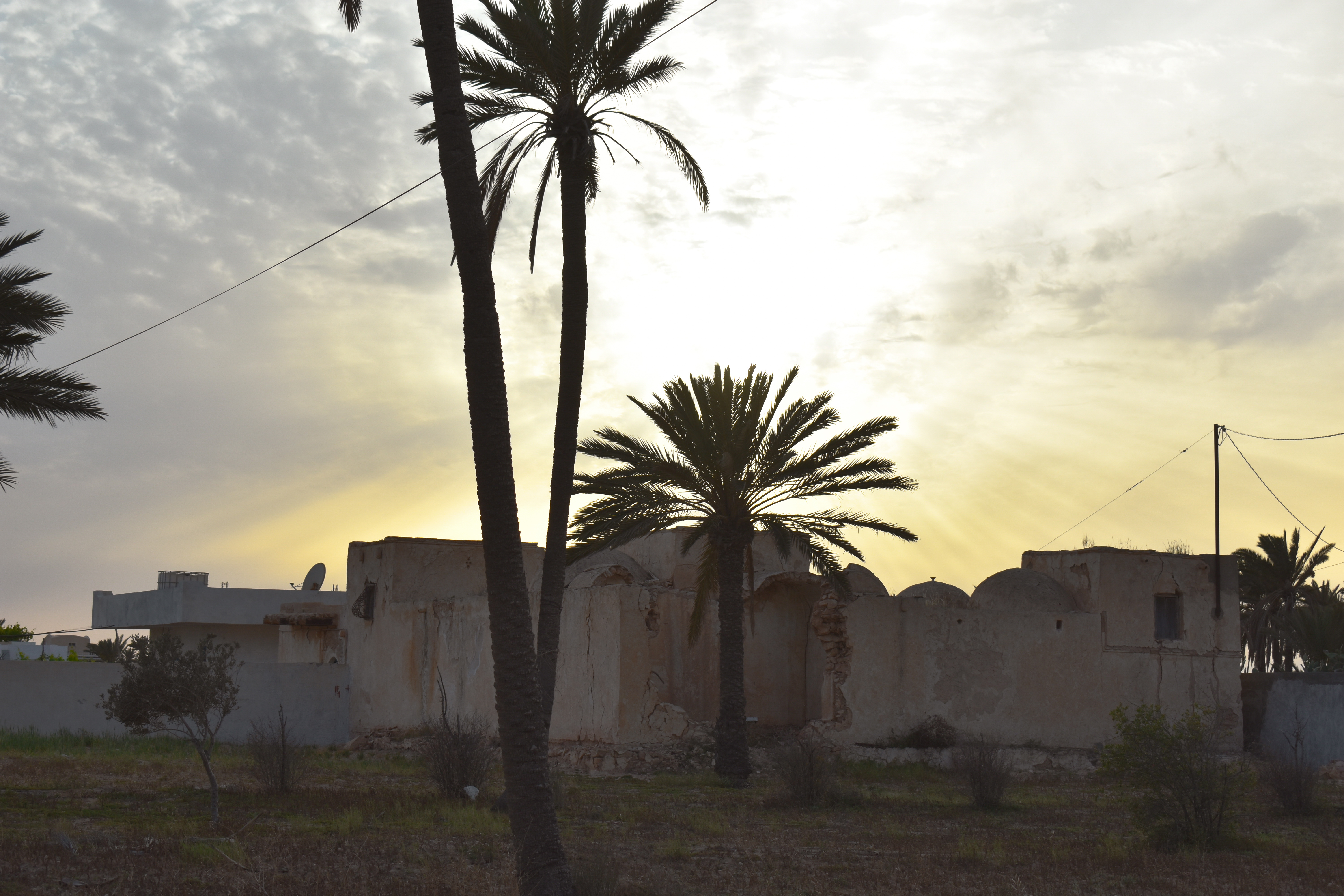
مشهد خارجي لمنزل بن تنفوس

منزل بن تنفوس هو معلم أثري تونسي مصنف من قبل المعهد الوطني للتراث يقع في ولاية مدنين في الجنوب الشرقي التونسي، تحديدا في جزيرة جربة تم تصنيف المعلم في يوم 15 مارس 2022.
1. ↑  وصلة مرجع: https://www.pist.tn/jort/2022/2022F/Jo0452022.pdf.
2. ↑  المطبعة الرسمية للجمهورية التونسية (رائد عدد : 028 بتاريخ 15/03/2022). "الرائد الرسمي التونسي". مؤرشف من الأصل في 2024-05-17. {{استشهاد ويب}}: تحقق من التاريخ في: |تاريخ= (مساعدة)